# Jorge Hank Rhon

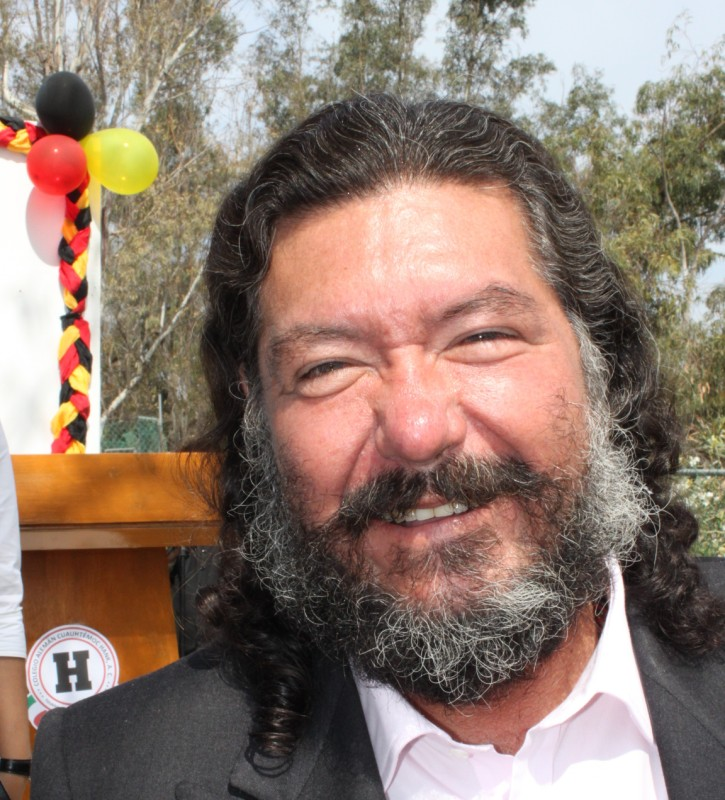
Jorge Hank Rhon

Jorge Hank Rhon (Toluca, 28 januari 1956) is een omstreden Mexicaans zakenman en politicus van de Institutioneel Revolutionaire Partij (PRI).
Hank is de zoon van Carlos Hank González, voormalig burgemeester van Mexico-Stad en in de jaren 70 en 80 een van de prominentste politici van het land. Hij studeerde voor werktuigbouwkundig-elektrotechnisch ingenieur aan de Anáhuacuniversiteit Mexico. Hij is al vanaf jonge leeftijd in de zakenwereld actief, vooral in de entertainment-industrie. Hank staat bekend als dierenliefhebber en is eigenaar van verschillende honden- en paardenracebanen alsmede dierenwinkels.
Al voor hij de politiek in ging stond Hank bekend als controversieel. In 1991 werd hij aangehouden op verdenking van smokkel van zeldzame diersoorten, maar uiteindelijk werd hij zonder aanklacht vrijgelaten. Vier jaar later gebeurde hetzelfde nog eens. Hank beweert meer dieren te bezitten dan de dierentuin van het nabij zijn woonplaats gelegen San Diego en drinkt bier en tequila waar dierenpenissen in drijven en heeft hij ooit gezegd niet corrupt te zijn omdat hij al zo rijk is dat hij het helemaal niet meer nodig heeft corrupt te zijn. Hij heeft negentien kinderen van drie verschillende echtgenotes en een vriendin. Hank wordt er verder wel van beschuldigd van de moord op twee journalisten van de krant Zeta, die zich kritisch over hem zou hebben uitgelaten; een van zijn bodyguards is in 1988 veroordeeld voor moord op een journalist. In de jaren 90 gingen in de Mexicaanse media berichten de rondt dat de Drugs Enforcement Administration een onderzoek naar hem had ingesteld, hetgeen door de DEA echter niet bevestigd is. Volgens de huidige procureur-generaal van Baja California loopt er bovendien een onderzoek naar Hank wegens mogelijke betrokkenheid bij de moord op de ex-vriendin van een van Hanks zoons.
Hank stelde zich in 2004 voor de PRI kandidaat voor het burgemeesterschap van Tijuana (Baja California) en wist met een kleine marge Jorge Ramos van de Nationale Actiepartij (PAN) te verslaan. Tijdens de verkiezingscampagne ontstond er commotie nadat hij had gezegd dat zijn favoriete dier de vrouw was. Hij heeft later zijn excuses aangeboden voor die uitlating. Zijn burgemeesterschap werd vooral gekenmerkt door investeringen in publieke werken en een weinig succesvolle strijd tegen de criminaliteit. Als burgemeester van Tijuana ontving hij wekelijks inwoners die hem om gunsten verzochten in zijn eigen huis.
Hank Rhon trad in 2007 af als burgemeester om zich kandidaat te stellen voor het gouverneurschap van Baja California voor de gouverneursverkiezing van 2007. Daar de Neder-Californische wet het politici verbiedt eerder af te treden om aan verkiezingen deel te nemen werd hem dit aanvankelijk door de rechter verboden, doch deze beslissing werd later door het Federaal Electoraal Instituut (IFE) ongedaan gemaakt. Hank was de favoriet voor de verkiezingen maar verloor uiteindelijk van José Guadalupe Osuna.
Op 4 juni 2011 werd Hank gearresteerd nadat er 88 vuurwapens en 8000 eenheden munitie bij hem thuis werden aangetroffen, Hoewel Hank zelf beweerde dat de wapens niet van hem waren maar waren geplant door het leger verdedigde zijn vrouw zich door te zeggen dat Hank een licentie had voor de wapens. Twee van de in beslag genomen geweren werden geïdentificeerd als gebruikt voor de moord op respectievelijk een autohandelaar en een bewaker. Na tien dagen gevangenschap besliste een federale rechter dat de raid illegaal was. Het onderzoek werd stopgezet en Hank vrijgelaten.